# Win Kowa
Win Kowa (* 6. Juni 1954 in Düsseldorf als Winfried Kowallik) ist ein deutscher Komponist und international tätiger Künstler des Progressive Rock, der Elektronik- und der Ambient-Musik.

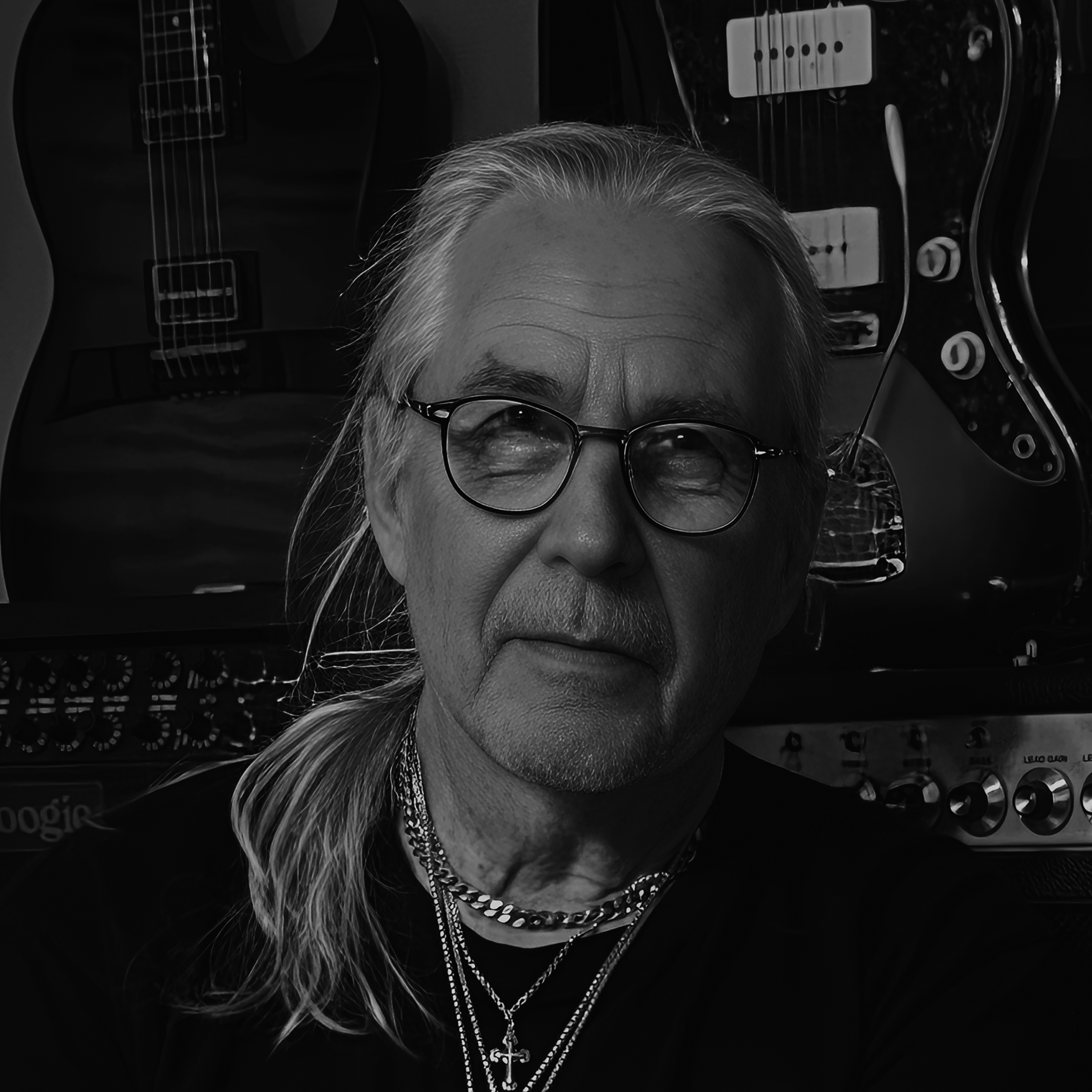
Win Kowa (2025)

## Leben
Win Kowa war als Gitarrist Mitglied bei den deutschen Prog-Rock-Bands Streetmark und Octopus. 1977 kaufte er sich den ersten Roland-Gitarrensynthesizer GR-500, den er bei Streetmark intensiv nutzte. Er war einer der ersten Musiker in Europa, die den Roland-Gitarrensynthesizer live auf der Bühne einsetzten. 1981 gründete Win Kowa zusammen mit seiner späteren Ehefrau Jennifer Kowa die Gruppe The Radio.
1991 bot das Label Innovative Communication Win Kowa einen Plattenvertrag als Elektronik-Künstler an. Von 1992 bis 2000 produzierte er sechs CDs für IC-Digit. Darüber hinaus wurde Win Kowa bereits 1995 eingeladen, sich an zahlreichen weltweiten CD-Zusammenstellungen wie Café del Mar und Cafe del Sol zu beteiligen.
Von 1996 bis 2012 produzierte er Musik für Filme und mehr als 100 TV-Spots für europäische und weltweite Kampagnen. Für diese Arbeiten erhielt er mehrere Gold Comprix in London, den Golden Award von Montreux und Finalist of Golden Globe in New York.
Seit 2024 arbeitet er zusammen mit seinem Partner Marlon Klein (Dissidenten) als Kowa + Klein an neuen Projekten.

## Musikgruppen
- Streetmark (1977–1978)
- Octopus (1978–1980)
- The Radio (1981–1988)

## Diskographie
- Dave Meaney: That’s all (LP, 1979) – Musiker
- Octopus: Rubber angel (LP, 1980) – Musiker, Komponist
- Jennifer Capell Band: I hate snobs/Bad games (7"-Single, 1981) – Musiker, Komponist
- Win Kowa: Discovery drive (CD, 1992) – Musiker, Komponist
- Win Kowa: Touchdown (CD, 1993) – Musiker, Komponist
- Win Kowa & Düsseldorf Bulldozer: Game time (CD-Single, 1994) – Musiker, Komponist
- Win Kowa: Imagination (CD, 1995) – Musiker, Komponist
- Kowa: African moments (CD, 1996) – Komponist, Musiker
- Kowa: Nippon moments (CD, 1997) – Musiker, Komponist
- Kowa: American moments (CD, 2000) – Musiker, Komponist
- Jennifer Kowa: Slow down (LP/CD 2019) – Musiker, Komponist, Produzent
- Octopus: The lost tapes (LP/CD 2023) – Produzent
- Jennifer Kowa: Stay strong (LP/CD, 2024) – Musiker, Komponist, Produzent